# Kræmmerhus
Kræmmerhus hører til på juletræet og dannes ved at dreje et stykke passende materiale, så det får form af en kegle, hvorefter der pålimes en hank. 
Et kræmmerhus er ofte hjemmegjort i papir, men findes i utallige udgaver. Traditionelt skal det fyldes med godter, f.eks. pebernødder eller bolsjer, så det er klar, når "træet skal spises". Kræmmerhuset er en af de ældste former for pynt på juletræet. Det ældste kendte julekræmmerhus er fra 1866. Det har en illustration af en tapper landsoldat, der svinger med en bøgekvist. 
Kræmmerhuset på juletræet er luksusudgaven af de kræmmerhuse, som førhen blev brugt som emballage, når der blev handlet ved købmanden og med omrejsende kræmmere, der solgte mel, sukker og gryn "i løs vægt".
Sådanne kræmmerhuse kunne frembringes umiddelbart af de handlende.